# Терекское
Те́рекское (кабард.-черк. Болэтей) — село в Терском районе Кабардино-Балкарской Республики. Административный центр муниципального образования «Сельское поселение Терекское».

## География

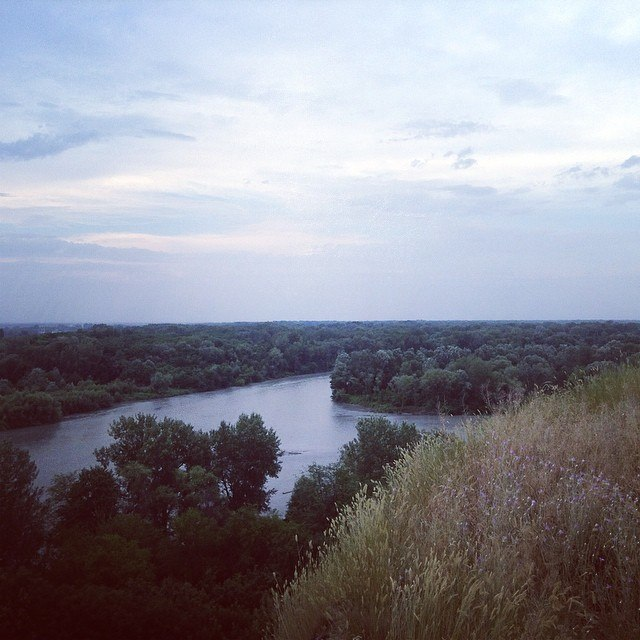
Вид на долину реки Терек у села

Селение расположено в северо-восточной части Терского района, на правом берегу реки Терек. Находится в 37 км к северо-востоку от районного центра Терек и в 77 км от города Нальчик. На севере, через реку Терек проходит административная граница между КБР и Северной Осетией.
Граничит с землями населённых пунктов: Хамидие на востоке, Ново-Хамидие на юго-востоке, Малый Терек на юге, Урожайное на западе и со станицей Черноярская на северо-востоке. Также на севере к Терекскому примыкал рабочий посёлок Любский, ныне упразднённый.
Населённый пункт расположен на наклонной Кабардинской равнине, в равнинной зоне республики. Средние высоты на территории села составляют 160 метров над уровнем моря. Рельеф местности представляют собой в основном предгорную волнистую равнину. На севере вдоль долины реки Терек тянутся малые возвышенности. На юге возвышаются северные склоны Арикского хребта.
Гидрографическая сеть представлено в основном рекой Терек. Река у села разветвляется на несколько рукавов, а её долина занята густыми приречными лесами. Через центр села проходит одно из ответвлений Малокабардинского канала — канал Куян.
Климат влажный умеренный с тёплым летом и прохладной зимой. Среднегодовая температура воздуха составляет около +10,5°С, и колеблется от средних +23,2°С в июле, до средних −2,5°С в январе. Минимальные температуры зимой редко отпускаются ниже −10°С, летом максимальные температуры превышают +35°С. Среднегодовое количество осадков составляет около 600 мм. Основная часть осадков выпадает в период с апреля по июнь. Основные ветры — северные и северо-западные. В конце лета возможны суховеи, вызванные воздействием воздушных течений исходящими из Прикаспийской низменности.

## История
Селение Терекское основано в 1847 году переселенцами из окрестностей города Моздок, под предводительством дворян Болатовых.
В 1920 году, с окончательным установлением советской власти в Кабарде, решением ревкома Нальчикского округа, Болатово как и все другие кабардинские поселения было переименовано, из-за присутствия в их названиях княжеских и дворянских фамилий. В результате село получило своё новое название — Терекское. Хотя до сих пор среди местного населения чаще используются прежнее название села.
В 1930-х годах, многие жители села были репрессированы и расстреляны из-за ложных обвинений, по распространению провокационных слухов и антисоветскими выступлениями. В 1959 году все жертвы постановлением президиума Верховного Суда КБАССР, были реабилитированы.
В годы Великой Отечественной войны, в ноябре 1942 года село было оккупировано немецкими войсками. Освобожден в конце декабря того же года. В память о погибших в селе установлены памятники и мемориалы.

## Население
| 2002 | 2010  | 2021  |
| ---- | ----- | ----- |
| 2127 | ↘2026 | ↗2186 |

Национальный состав
По данным Всероссийской переписи населения 2002 года, 100 % населения села составляли кабардинцы.

По данным Всероссийской переписи населения 2021 года:
| Народ               | Численность, чел. | Доля от всего населения, % |
| ------------------- | ----------------- | -------------------------- |
| кабардинцы          | 2 141             | 97,94 %                    |
| черкесы             | 36                | 1,65 %                     |
| другие / не указано | 9                 | 0,41 %                     |
| всего               | 2 186             | 100,0 %                    |

Половозрастной состав
По данным Всероссийской переписи населения 2010 года:
| Возраст     | Мужчины, чел. | Женщины, чел. | Общая численность, чел. | Доля от всего населения, % |
| ----------- | ------------- | ------------- | ----------------------- | -------------------------- |
| 0 — 14 лет  | 210           | 193           | 403                     | 19,9 %                     |
| 15 — 59 лет | 675           | 663           | 1 338                   | 66,0 %                     |
| от 60 лет   | 113           | 172           | 285                     | 14,1 %                     |
| Всего       | 998           | 1 028         | 2 026                   | 100,0 %                    |

Мужчины — 998 чел. (49,3 %). Женщины — 1 028 чел. (50,7 %).
Средний возраст населения — 34,2 лет. Медианный возраст населения — 30,7 лет.
Средний возраст мужчин — 33,2 лет. Медианный возраст мужчин — 30,5 лет.
Средний возраст женщин — 35,2 лет. Медианный возраст женщин — 30,9 лет.

## Образование
- Средняя общеобразовательная школа — ул. Ленина, 7.
- Начальная школа Детский сад — ул. Ленина, 10.

## Здравоохранение
- Участковая больница — ул. Ленина, 4.

## Культура
- Дом культуры

Общественно-политические организации:
- Адыгэ Хасэ
- Совет старейшин
- Совет ветеранов труда и войны

## Ислам
В селе действует одна мечеть.

## Экономика
Основу экономики села составляет сельское хозяйство. Наибольшее развитие получили выращивание сельскохозяйственных технических культур. Развивается сфера животноводства.

## Улицы
| Балкарская    |
| Блаева        |
| Дадова Хамиты |
| Димитрова     |
| Ингушская     |
| Кабардинская  |
| Казмахова     |
| Карданова     |
| Кирова        |

| Колхозная        |
| Коммунистическая |
| Комсомольская    |
| Ленина           |
| Лукожева         |
| Мира             |
| Октябрьская      |
| Осетинская       |

| Победы    |
| Революции |
| Свободы   |
| Советская |
| Фанзиева  |
| Чеченская |
| Чукбаря   |
| Школьная  |

## Известные уроженцы
- Фанзиев Мажид Мазанович — кабардинский общественный деятель, просветитель.
- Дадов Хамита Аубекирович — Герой Социалистического труда. Кавалер орденов «Знак почета», «Трудового Красного Знамени», Октябрьской Революции и двух орденов Ленина.
- Тхагазитов Ильяс Умарович — видный мусульманский деятель Кабарды в конце XIX начале XX веков.